# آلاسکا سنترال اکسپرس
آلاسکا سنترال اکسپرس (به انگلیسی: Alaska Central Express) یک شرکت هواپیمایی با کد یاتا KO است که در تاریخ ۱۹۹۶ میلادی تأسیس شده‌است.
دفتر مرکزی آلاسکا سنترال اکسپرس در انکوریج واقع شده‌است و به ۳۵ مقصد، پرواز مستقیم انجام می‌دهد.

## مقصدهای پروازی
آلاسکا سنترال اکسپرس پروازهایی به مقصدهای زیر انجام می‌دهد (ژانویهٔ ۲۰۰۵): Anchorage، آنیاک، آلاسکا، آتمااوتلواک، آلاسکا، بتل، آلاسکا، چفورناک، آلاسکا، چواک، آلاسکا، کولد بی، آلاسکا، دیلینگهام، آلاسکا، Dutch Harbor, ایک، آلاسکا، هوپر بی، آلاسکا، جونو، آلاسکا، کچیکان، آلاسکا، کینگ سالمون، آلاسکا، کیپنوک، آلاسکا، Kodiak, کونگیگاناک، آلاسکا، کوئیگیلینگوک، آلاسکا، مارشال، آلاسکا، نیوتوک، آلاسکا، نایت‌میوت، آلاسکا، پیترزبورگ، آلاسکا، پورت هایدن، آلاسکا، کوئین‌هاگاک، آلاسکا، سند پوینت، آلاسکا، اسکامون بی، آلاسکا، سیتکا، آلاسکا، St George Island, St Paul Island, توگیاک، آلاسکا، توکسوک بی، آلاسکا، تونتوتولیاک، آلاسکا، تونوناک، آلاسکا، رنگل، آلاسکا و یاکوتات، آلاسکا.